# Schwarzensteinhütte
Die Schwarzensteinhütte (italienisch Rifugio al Sasso Nero) ist eine Schutzhütte im Südtiroler Teil des Hauptkamms der Zillertaler Alpen. In dieser Gebirgsgruppe ist sie mit einer Höhe von 3026 m s.l.m. die höchstgelegene Hütte. Sie liegt auf dem Gebiet der Gemeinde Ahrntal, nächstgelegener Talort ist St. Johann.

## Geschichte

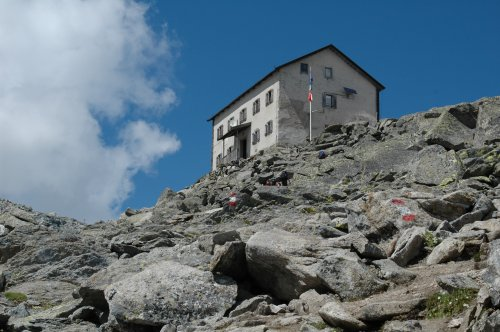
Alte Schwarzensteinhütte (2006)

Die Sektion Leipzig des Deutschen und Österreichischen Alpenvereins beschloss am 25. Mai 1893 den Bau der ersten Schwarzensteinhütte auf 2922 m Höhe (47° 0′ 38,2″ N, 11° 53′ 19″ O). Diese wurde zwei Jahre später am 8. August 1895 eröffnet. Nach dem Ersten Weltkrieg wurde die Schwarzensteinhütte vom italienischen Staat enteignet und eine Zeitlang militärisch genutzt. Anschließend wurde sie dem Club Alpino Italiano (CAI) übergeben, der sie zuerst von seiner Hüttenkommission (C.C.R.A.A.) verwalten und ab 1926 von der Sektion Vittorio Veneto bewirtschaften ließ; daher erhielt sie den Namen Rifugio Vittorio Veneto al Sasso Nero. Von kleineren Modernisierungen abgesehen fanden an der Hütte bis zu ihrem Abriss keine größeren Veränderungen statt. Die im Zweiten Weltkrieg beschädigte Hütte wurde seit 1973 wieder bewirtschaftet, nachdem sie ab 1964 wieder einige Jahre unter Militärkontrolle gewesen war.

Zsigmondyspitze, Schwarzensteinsattel, Großer Mörchner, Floitenkees, Großer Löffler, Westliche Floitenspitze, Tribbachkees, Schwarzensteinhütte, Rotbachtal (Normalweg zur Hütte und zum Schwarzenstein) sowie Ahrntal, Ansicht von Westen (von links nach rechts)

Zusammen mit 24 weiteren vom Staat enteigneten Schutzhütten ging die Schwarzensteinhütte 1999 in das Eigentum der Autonomen Provinz Bozen – Südtirol über; mit Jahresende 2010 lief die Konzession zu deren Führung durch den CAI aus. 2011 beschloss die Landesregierung aufgrund des schlechten baulichen Zustandes den Abriss und die Neuerrichtung der Hütte. Seit 2015 wird das Land Südtirol bei der Verwaltung der Hütte (Vergabe an Pächter, Überwachung der Führung, Sanierungsmaßnahmen) durch eine paritätische Kommission unterstützt, in der neben der öffentlichen Hand auch der AVS und der CAI vertreten sind.
Von 2016 bis 2017 wurde die neue Schwarzensteinhütte nach Entwurf der Architekten Angelika Bachmann und Helmut Stifter an erhöhter Position nördlich der alten Hütte und südlich des Tribbachsattels auf 3026 m s.l.m. erbaut. Für den Bau wurde eigenes eine Materialseilbahn von der Forststraße bei der Kegelgasslalm hinauf zum Bauplatz errichtet um eine witterungsunabhängige Versorgung der Baustelle sicherzustellen und nicht auf Helikoptertransporte für den laufenden Baubetrieb angewiesen zu sein. Aufgrund der exponierten Lage der Baustelle, auf der auch ein Baukran aufgestellt wurde, konnte nur im Sommerhalbjahr gebaut werden. Daher wurde der Großteil des Gebäudes mit vorgefertigten Holzelementen errichtet. Die alte Hütte wurde 2017 abgerissen (an ihrer Stelle steht nun eine Erinnerungstafel), die neue im Juli 2018 eröffnet. Die Kosten der Bauarbeiten betrugen rund 2,97 Millionen Euro.

## Ausstattung
Die neue Hütte verfügt über sechs Etagen: Im Keller (Hanggeschoss) befinden sich die WC-Anlagen, Duschen und Schuh-/Trockenraum sowie Lagerräume, im Geschoss darunter (Vollkeller) befindet sich die gesamte Haustechnik. Die Küche und der Gastraum mit Bar und Panoramaverglasung (Ausblick auf die Hohen Tauern, die Rieserfernergruppe und die Dolomiten mit der Marmolata) sind im Erdgeschoss untergebracht, im ersten und zweiten Stock befinden sich die Schlafräume für die Gäste (4 Zweibettzimmer und 42 Schlafplätze in Mehrbettzimmern) und Sanitäranlagen, der Personalbereich in der obersten Etage. Die Stromversorgung erfolgt über eine Photovoltaikanlage am Dach (9,6 kW Leistung, Batterieleistung der Akkus maximal 138 kWh) und ein Blockheizkraftwerk mit 60kVA zur Gewinnung von Strom, Warmwasser und Wärme für die Beheizung (Fußbodenheizung im Gastraum, alle übrigen Räumlichkeiten sind unbeheizt); zur Trinkwasserversorgung wird 450 Meter von der Hütte entfernt Schmelzwasser vom Floitenkees gefasst und über eine beheizbare PE-Leitung zur Hütte geleitet und dort entkeimt. Die Hüttenversorgung erfolgt per Helikopter, ein Hubschrauberlandeplatz befindet sich westlich der Hütte. Die Hütte hat keinen klassischen, beheizbaren Winterraum mit Kochgelegenheit, sondern lediglich eine Notunterkunft mit 10 Betten, die nur außerhalb der Öffnungszeiten der Hütte genutzt werden kann; der Zugang erfolgt durch eine Tür auf der Ostseite der Hütte (Tribbachkees), direkt davor befindet sich eine mobile Toilettenkabine (Dixi).

## Anstiege

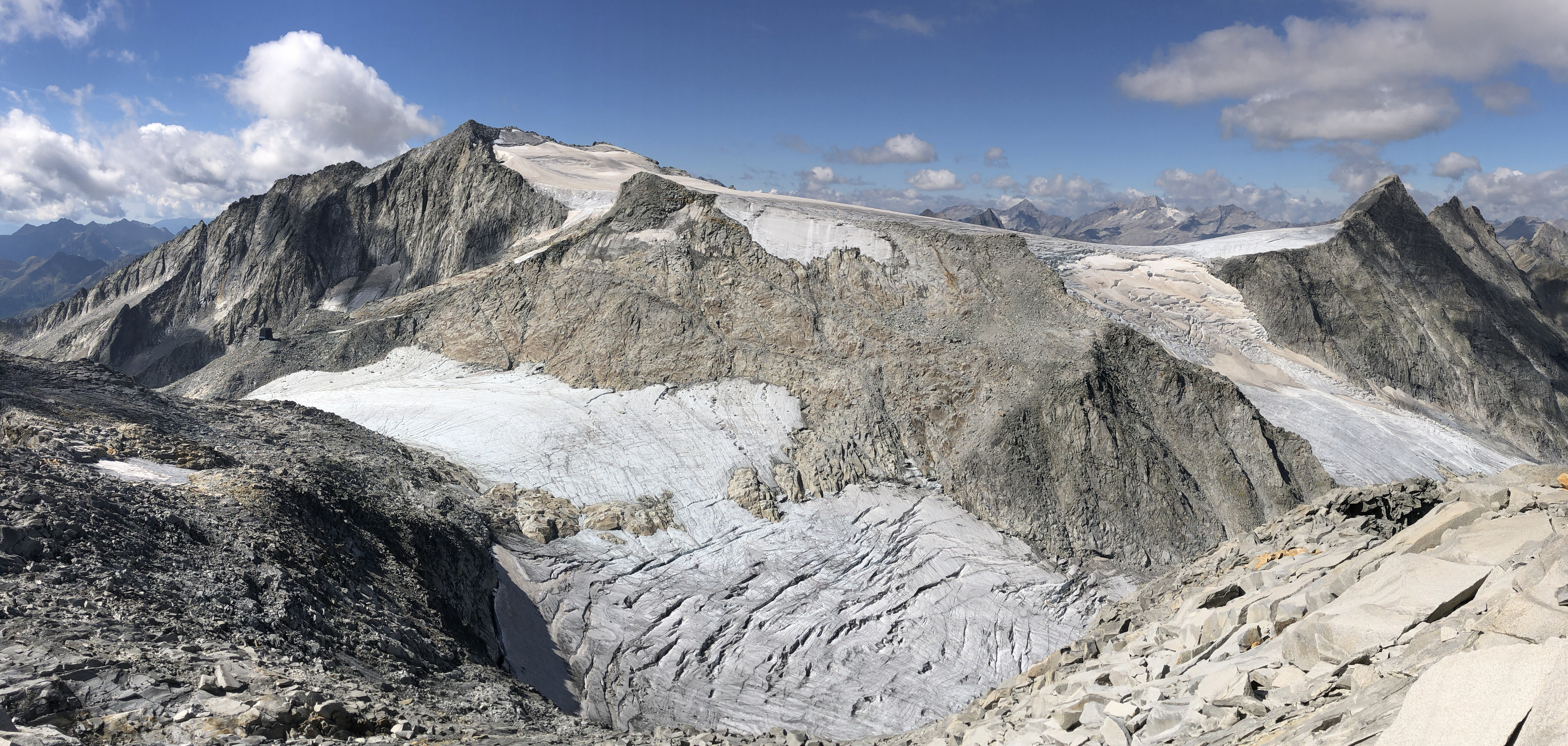
Schwarzenstein mit Floitenkees (vor dem Gipfel rechtsseitig) und Schwarzensteinsattel (rechts), vorn mittig der Tribbachsattel mit dem Tribbachkees, ganz vorn und rechts die beiden Arme das Floitenkees, oben rechts der Große Mörchner, mittig links die neue Schwarzensteinhütte, davor der Winterraum, rechts von der Hütte die Aufstiegsrampe mit Felsköpfl (Normalweg von der Hütte zum Gipfel), aufgenommen von der Westlichen Floitenspitze

- Vom südlich gelegenen Luttach im Ahrntal aus an der Rotbachalm vorbei, durch das Rotbachtal via Daimer-Hütte (Almbetrieb mit Jausenstation und Übernachtungsmöglichkeit im Matratzenlager nach Voranmeldung) inzwischen ohne Gletscherkontakt eisfrei über den sogenannten Gletscherweg, der nach dem Neubau der Hütte im oberen Teil ausgebaut und sehr gut versichert wurde (einige Drahtseile, Trittbügel und eine kurze Leiter) – dieser Zustieg ist der heutige Normalweg. Der Aufstieg kann um rund 500 Höhenmeter verkürzt werden durch Auffahrt mit dem Auto bis zum Parkplatz unterhalb des Berggasthofs Stallila (1472 m s.l.m.)
- Die Variante westlich unterhalb der Tribbachschneide mit einem etwa 200 Meter langen Klettersteig, genannt Kamin, ist seit einem gewitterbedingten Steinschlag im August 2017 nicht mehr begehbar gewesen (die Leitern wurden damals abgeknickt und teils aus den Verankerungen gerissen) – dieser Klettersteig wurde inzwischen aufgegeben und vollständig demontiert.
- Ebenfalls aus dem Ahrntal (Ausgangspunkt St. Johann) über das Tribbachtal via Kegelgasslalm und das Große Tor und den Gletschwerweg.

## Übergänge
Vom Schutzhaus aus sind folgende Übergänge möglich:
- Greizer Hütte über Tribbachsattel
- Chemnitzer Hütte (Rifugio Giovanni Porro) über den Stabeler-Weg
- Berliner Hütte über den Schwarzensteinsattel

## Gipfel (Auswahl)
- Schwarzenstein
- Westliche Floitenspitze
- Großer Löffler
- Großer Mörchner